# NGC 822
NGC 822 је елиптична галаксија у сазвежђу Феникс која се налази на NGC листи објеката дубоког неба.
Деклинација објекта је - 41° 9' 25" а ректасцензија 2h 6m 39,2s. Привидна величина (магнитуда) објекта NGC 822 износи 13,1 а фотографска магнитуда 14,1. Налази се на удаљености од 50,943 милиона парсека од Сунца. NGC 822 је још познат и под ознакама ESO 298-9, MCG -7-5-8, PGC 8055.